# Saugnac-et-Cambran
Saugnac-et-Cambran (okzitanisch: Saunhac e Cambran) ist eine französische Gemeinde mit 1.568 Einwohnern (Stand: 1. Januar 2022) im Département Landes in der Region Nouvelle-Aquitaine. Sie gehört zum Arrondissement Dax und zum Kanton Dax-2.

## Geografie
Die Gemeinde Saugnac-et-Cambran liegt in der Landschaft Marensin, etwa fünf Kilometer südöstlich von Dax am Luy. Umgeben wird Saugnac-et-Cambran von den Nachbargemeinden Narrosse im Nordwesten und Norden, Candresse im Norden und Nordosten, Sort-en-Chalosse im Osten, Mimbaste im Südosten, Pouillon im Süden, Bénesse-lès-Dax im Südwesten sowie Saint-Pandelon im Nordwesten.

## Bevölkerungsentwicklung
| Jahr                       | 1962 | 1968 | 1975 | 1982 | 1990 | 1999 | 2010 | 2021 |
| -------------------------- | ---- | ---- | ---- | ---- | ---- | ---- | ---- | ---- |
| Einwohner                  | 785  | 824  | 941  | 1011 | 1253 | 1269 | 1612 | 1566 |
| Quellen: Cassini und INSEE |      |      |      |      |      |      |      |      |

## Sehenswürdigkeiten
- Kirche Saint-Pierre aus dem 13. Jahrhundert
- Schloss Oro mit Park aus dem Jahre 1804

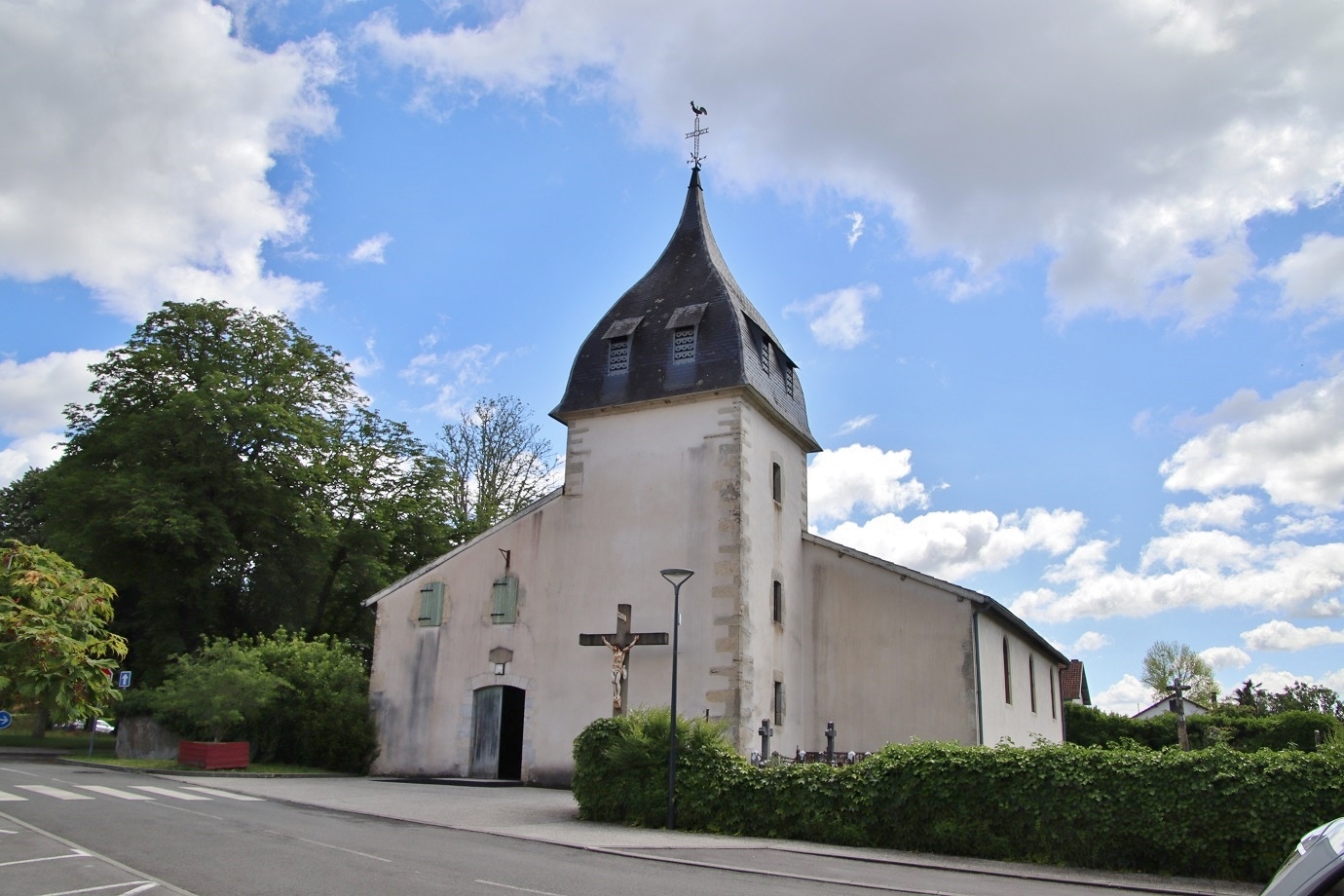
Kirche Saint-Pierre
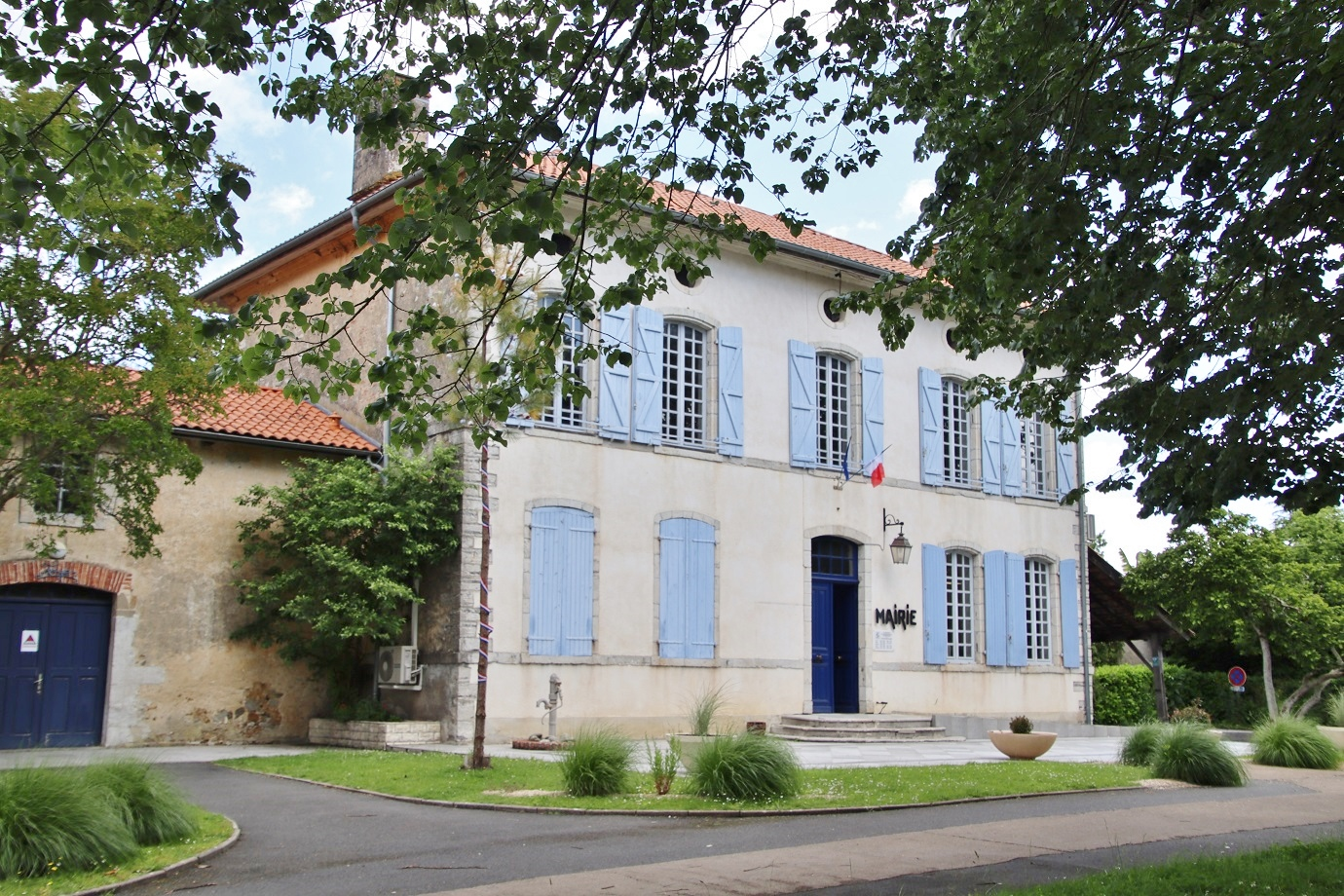
Rathaus (mairie)